# Fortunata y Jacinta (película)
Fortunata y Jacinta es una película española estrenada en 1970. Se trata de la primera adaptación cinematográfica de la novela homónima del escritor Benito Pérez Galdós. Contó con la dirección de Angelino Fons y la producción de Emiliano Piedra.

## Argumento
Juan Santa Cruz, hijo único de una familia acomodada, se casa con su prima Jacinta por decisión de su madre. En una visita familiar conoce a Fortunata, mujer del que nacerá un niño que muere al poco tiempo. Juan se olvida de ella y continúa su vida con Jacinta. Fortunata se casa y al cabo del tiempo regresa convertida en una elegante mujer. Reanuda sus devaneos con Juan a espaldas de sus respectivos esposos. Entre nuevas moradas, nuevos amantes y viejos encuentros y desencuentros, transcurre el tiempo hasta que Fortunata da a luz a su segundo hijo. 

## Ficha artística
- Emma Penella (Fortunata)
- Liana Orfei (Jacinta)
- Máximo Valverde (Juan Santa Cruz)
- Bruno Corazzari (Maximiliano Rubín)
- Julia Gutiérrez Caba (Doña Guillermina)
- María Luisa Ponte (Doña Lupe Rubín)
- Terele Pávez (Mauricia La Dura)
- Rosanna Yanni (Aurora)
- Nélida Quiroga (Doña Bárbara)
- Daniel Dicenta (Olmedo)
- Antonio Gades (Bailarín)
- Manuel Díaz González (Estupiñá)

## Galardones
Medallas del Círculo de Escritores Cinematográficos
| Categoría         | Nominados        | Resultado |
| ----------------- | ---------------- | --------- |
| Mejor actriz      | Emma Penella     | Ganadora  |
| Mejores decorados | Wolfgang Burmann | Ganador   |

Premios San Jorge
| Categoría                                 | Nominados               | Resultado |
| ----------------------------------------- | ----------------------- | --------- |
| Mejor película española                   | Mejor película española | Ganadora  |
| Mejor interpretación en película española | Emma Penella            | Ganadora  |

## Otras adaptaciones
Televisión Española realizó y emitió en 1980 una lujosa adaptación de la novela a la pequeña pantalla a cargo del director Mario Camus, con Ana Belén y Maribel Martín en los papeles principales. La actriz María Luisa Ponte repitió en el personaje que ya encarnara en la película.